# Theridion incertum
Theridion incertum är en spindelart som beskrevs av O. Pickard-Cambridge 1885. Theridion incertum ingår i släktet Theridion och familjen klotspindlar. Inga underarter finns listade i Catalogue of Life.